# 元八王子町
元八王子町（もとはちおうじまち）は、東京都八王子市西部の町名。現行行政地名は元八王子町一丁目から三丁目。住居表示実施未実施区域。郵便番号は193-0826（八王子西郵便局管区）。

## 地理
八王子市西部に位置する。町域内西部には八王子城がある。概ね丘陵地であり、現在はホーメストタウンや、霞ヶ丘住宅など大規模な分譲住宅が多い。
東で横川町、西で下恩方町、南で廿里町・城山手・裏高尾町、北で川町と隣接する。

### 河川
- 城山川 - 曳橋・赤門橋・昭和橋・宮前橋・新宮前橋・城山大橋・出羽橋・稲荷橋・城山川道路橋・開戸中橋・月夜峯新橋・開戸橋・不動橋・しんどう橋
- 御霊谷川

### 地価
住宅地の地価は、2014年（平成26年）1月1日の公示地価によれば、元八王子町2丁目3346番11の地点で8万3900円/m2となっている。

## 歴史
城下町が移るまでの八王子の中心であった。

### 地名の由来
華厳菩薩妙行が916年（延喜16年）深沢山（八王子城山付近）に八王子権現を祀り北条氏照が1587年（天正15年）、八王子城を築城したことが由来。

### 沿革
- 916年（延喜16年）- 深沢山に八王子権現が祀られる。
- 1587年（天正15年）- 八王子城が築城される。
- 1590年（天正18年）- 八王子城合戦によって八王子城が落城、廃城となる。
- 1593年（文禄2年）- 城下町が現在の八王子中心部に移る。
- 1889年（明治22年）4月1日 - 町村制施行により、神奈川県南多摩郡大楽寺村、上壱分方村、下壱分方村、横川村、弐分方村、川村、元八王子村が合併し元八王子村が成立する。自然村の元八王子村は元八王子村大字元八王子となる。
- 1893年（明治26年）4月1日 - 南多摩郡が北多摩郡、西多摩郡とともに東京府へ編入する。
- 1955年（昭和30年）4月1日 - 横山村、恩方村、川口村、加住村、由井村とともに八王子市へ編入する。元八王子村大字元八王子は八王子市大字元八王子となる。
- 1956年（昭和31年）10月1日 - 町名変更により八王子市大字元八王子が八王子市元八王子町一丁目〜三丁目となる。
- 1990年（平成2年）- 八王子城跡の御主殿への古道などが整備される。

### 史跡
- 八王子城跡 - 国史跡

## 世帯数と人口
2017年（平成29年）12月31日現在の世帯数と人口は以下の通りである。
| 丁目             | 世帯数    | 人口     |
| ---------------- | --------- | -------- |
| 元八王子町一丁目 | 946世帯   | 2,195人  |
| 元八王子町二丁目 | 2,387世帯 | 5,982人  |
| 元八王子町三丁目 | 1,692世帯 | 3,681人  |
| 計               | 5,025世帯 | 11,858人 |

## 小・中学校の学区
市立小・中学校に通う場合、学区は以下の通りとなる。
| 丁目             | 番地 | 小学校                   | 中学校                   |
| ---------------- | --- | ------------------------ | ------------------------ |
| 元八王子町一丁目 | 1〜95番地 96番地（松子舞団地以外） 97〜229番地、232番地 234〜239番地、241番地 243番地、245〜260番地 262〜266番地 268番地以降 | 八王子市立元八王子小学校 | 八王子市立元八王子中学校 |
| 元八王子町一丁目 | その他 | 八王子市立城山小学校     | 八王子市立城山中学校     |
| 元八王子町二丁目 | 全域 | 八王子市立城山小学校     | 八王子市立城山中学校     |
| 元八王子町三丁目 | 全域 | 八王子市立城山小学校     | 八王子市立城山中学校     |

## 交通

### 道路
- 中央自動車道 - 月夜峰第一橋・月夜峰第二橋が架かる。
- 東京都道46号八王子あきる野線（高尾街道）
- 東京都道61号山田宮の前線
- 城山林道

## 施設

### 教育・文化
- 小学校
  - 八王子市立城山小学校
- 高等学校
  - 吉祥女子中学校・高等学校八王子キャンパス
  - 共立女子第二中学校・高等学校
- 大学
  - 共立女子大学八王子キャンパス - 2007年4月より、授業は神田一ツ橋キャンパスを中心に行われているため、現在は使用されていない[7]。
- 八王子城址歴史資料館 - 個人宅だが見学はできる。北条氏照の兜などがある。

### 公園
- 多摩森林学園（一部）
- 高尾台緑地
- 高尾台西公園
- 霞ヶ丘公園
- さくら公園
- 梶原谷とちの木公園
- 中央公園
- けやき公園
- 松子舞東公園
- 松子舞西公園
- 松子舞南公園
- 松子舞北公園

### 墓地・霊園
- 武蔵陵墓地（一部）
- 東京霊園
- 南多摩霊園
- 第二南多摩霊園
- 八王子霊園
- 八王子浄苑 - 市内大楽寺町にある浄土真宗本願寺派誓願寺が管理・運営。

### 商業
- たいらや元八王子店
- 山田うどん元八王子店
- セイムス元八王子店
- 西松屋元八王子店
- シャトレーゼ元八王子店
- 村田石油セルフコンコース元八SS

### 宗教施設
- 妙観寺 - 真言宗智山派の寺院
- 宗関寺 - 曹洞宗の寺院。山号は朝遊山。
- 福善寺 - 臨済宗妙心寺派の寺院
- 昭和院法輪寺 - 真言宗系単立の寺院
- 三光寺 - 西山浄土宗の寺院
- 八王子神社